# Purpuricenus deyrollei
Purpuricenus deyrollei là một loài bọ cánh cứng trong họ Cerambycidae.